# 西永秀一
西永 秀一（にしなが しゅういち、1967年12月10日 - ）は、日本のプロレスのレフェリー。かつて小橋建太のマネージャーを務めていた。
弟の西永貴文は劇団「猫☆魂」を主宰。

## 経歴
1990年8月20日、全日本プロレスの埼玉県蓮田市黒浜中学校前特設リング大会における百田光雄 vs リチャード・スリンガー戦でレフェリーデビュー。
軽快なフットワーク、正確なレフェリング、堂々たるレフェリングをし、和田京平のように3カウントのタイミングが1回1回変わることが少なく、選手からの信頼は厚い。
ただし、小橋建太がコーナーポスト付近で行う恒例のマシンガンチョップに対し（選手がロープブレイクをしていても）5カウントをとることがなく高山善廣が解説で「ジャッジが不公平だ」と指摘している。場外に出た選手に対しても20カウントを数え始めるのが（ノアの）レフェリー陣の中でも最も遅く、後楽園の場外戦がほぼ恒例行事のようになってしまうこともある。
試合中、選手により場外に投げられたり、突き飛ばされることがある。2006年3月5日に行われた日本武道館大会は、力皇猛に突き飛ばされ、小川良成に蹴られ、鈴木みのるに叩かれ、秋山準に場外に投げられて、翌日首と腰を痛めた。2013年3月10日横浜文化体育館で行われたGHCヘビー級選手権試合KENTA vs マイバッハ谷口では、マイバッハが椅子や刺叉を持ち込んだが、制止した。マイバッハもこれに応じたが、直後にリング下から持ち出された椅子で。強打され、そのまま失神してしまった。
2013年3月より、統括部長に就任している。
2015年5月24日、メキシコシティのパラシオ・デ・ロス・デポルテスで開催されたAAAルチャリブレ・ワールドカップに日本代表レフェリーとして出場。2試合を裁いた。メキシコでのAAA主催大会を裁いた初の日本人レフェリーとなる。
2016年6月3日、5日に開催された第2回目となるAAAルチャリブレ・ワールドカップにも日本代表レフェリーとして出場。選手入場式では日本人チームの旗手を務め、メインとなる決勝戦のレフェリングを担当した。
ノア移籍後、GHCヘビー級選手権試合を初めとして、メインレフェリーを担当していたが、2017年頃から、中盤の試合などを担当している。GHCヘビー級選手権試合は2020年3月29日に無観客試合でおこなわれた潮崎豪 vs 藤田和之が最後の担当となっている。
2023年1月1日約3年ぶりにGHCヘビー級選手権試合を裁いた。
2018年1月からヴィーナス・トウキョウとマネジメント契約を結んだ。引き続きノア興行をはじめ、ヴィーナス主催のOSW興行と専属レフェリーとして活動。また古巣である全日本など他団体にも参加している。